# Annitella lateroproducta
Annitella lateroproducta är en nattsländeart som först beskrevs av Lazar Botosaneanu 1952.  Annitella lateroproducta ingår i släktet Annitella och familjen husmasknattsländor. Inga underarter finns listade i Catalogue of Life.